# Øyvind Gløersen
Øyvind Gløersen (* 22. Mai 1986 in Oslo) ist ein ehemaliger norwegischer Skilangläufer.

## Werdegang
Gløersen gab sein Debüt im Weltcup im März 2009 beim Sprint in Trondheim, den er als 54. beendete. Seinen einzigen Weltcuppunkt erreichte er mit Rang 30 bei seinem zweiten Weltcupeinsatz im März 2010 beim Sprint in Oslo.
Im Scandinavian Cup gewann er im Dezember 2008 einen Sprint im Lygna Skisenter und belegte bei den Sprints in Jõulumäe im Februar 2010 und Madona im Februar 2011 jeweils Rang zwei. Beim 15-km-Verfolgungsrennen in der klassischen Technik in Jõulumäe im Februar 2010 kam er auf den dritten Platz. In der Gesamtwertung des Scandinavian Cups erreichte er in den Saisons 2008/09 und 2009/10 jeweils Platz vier und wurde 2010/11 Dritter.

## Siege bei Continental-Cup-Rennen
| Nr. | Datum             | Ort             | Disziplin            | Serie            |
| --- | ----------------- | --------------- | -------------------- | ---------------- |
| 1.  | 19. Dezember 2008 | Lygna Skisenter | 1 km Sprint Freistil | Scandinavian Cup |